# セリエA (バレーボール)
セリエA（Serie A、セリエ・アー）は、イタリアのプロバレーボールリーグであるレガ・パッラヴォーロ（Lega Pallavolo）のトップディビジョンである。上位リーグのセリエA1と下位リーグのセリエA2で構成。サッカーのセリエAのバレーボール版に当たる。

## 大会のシステム

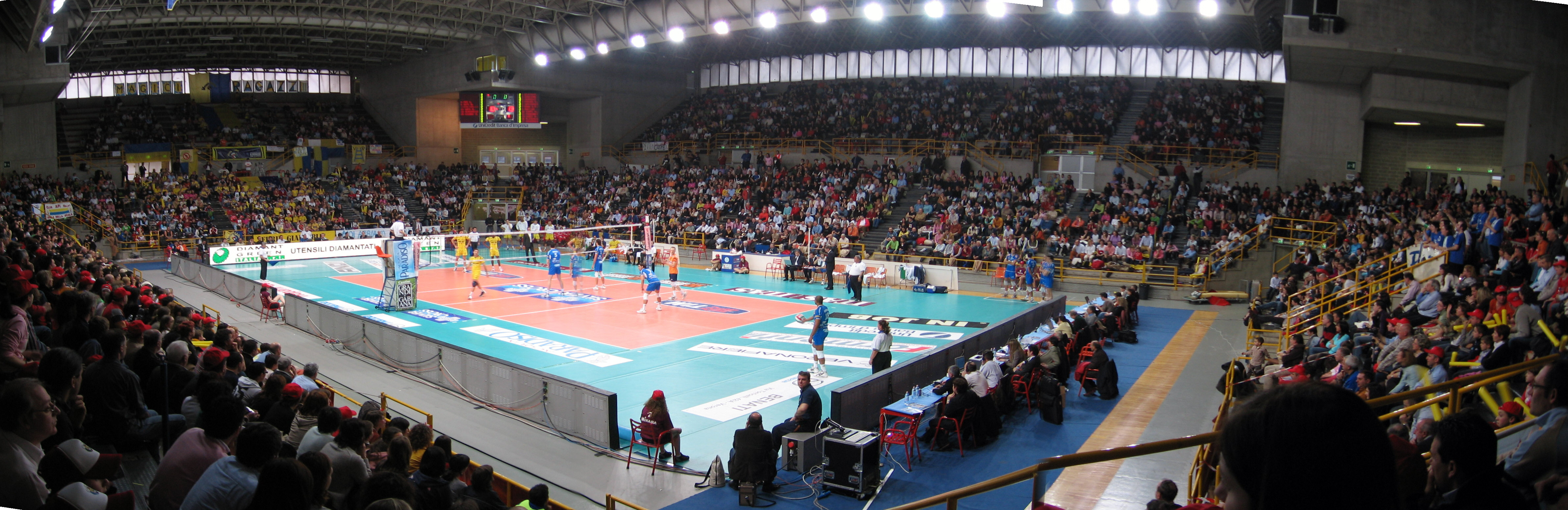
セリエA1男子

セリエA1男子（イタリア語: Serie A1 italiana di pallavolo maschile, 英語: Italian Men's Volleyball League Serie A1）は、9月から翌年の3月にかけてレギュラーシーズンがおこなわれる。レギュラーシーズンはホームアンドアウェイ方式で各チーム2回ずつ対戦する。レギュラーシーズンの上位8チームが3月から5月ごろにかけて行われるプレーオフに進出する。外国人枠（イタリア国外の選手）については、チーム所属人数は自由であるが、コート上には常に3人以上のイタリア人選手がいなくてはいけない。
セリエA1女子（イタリア語: Serie A1 italiana di pallavolo femminile, 英語: Italian Women's Volleyball League Serie A1）は、10月から翌年の3月にかけてレギュラーシーズンがおこなわれる。レギュラーシーズンはホームアンドアウェイ方式で各チーム2回ずつ対戦する。レギュラーシーズンの上位8チームが3月から5月ごろにかけて行われるプレーオフに進出する。外国人枠（イタリア国外の選手）については、登録メンバーに4人以上のイタリア人、コート上には2人以上のイタリア人がいなくてはいけない。

## 歴代優勝クラブ

### 男子A1
- 1946年　Robur Ravenne
- 1947年　Robur Ravenne
- 1948年　Robur Ravenne
- 1949年　Robur Ravenne
- 1950年　フェッロヴィエーリ・パルマ
- 1951年　フェッロヴィエーリ・パルマ
- 1952年　Minelli Modène
- 1953年　Minelli Modène
- 1954年　Minelli Modène
- 1955年　Crocetta Modène
- 1956年　Avia Pervia Modène
- 1957年　Ciam Villa d'Oro Modène
- 1958年　Avia Pervia Modène
- 1959年　Avia Pervia Modène
- 1960年　Ciam Villa d'Oro Modène
- 1961年　Interauto Avia Pervia Modène
- 1962年　Avia Pervia Modène
- 1962-63年　Avia Pervia Modène
- 1963-64年　Ruini Florence
- 1964-65年　Ruini Florence
- 1965-66年　Virtus Bologne
- 1966-67年　Virtus Bologne
- 1967-68年　Ruini Florence
- 1968-69年　パッラヴォーロ・パルマ
- 1969-70年　パニーニ・モデナ
- 1970-71年　Ruini Florence
- 1971-72年　パニーニ・モデナ
- 1972-73年　Ruini Florence
- 1973-74年　パニーニ・モデナ
- 1974-75年　Ariccia
- 1975-76年　パニーニ・モデナ
- 1976-77年　Federlazio Rome
- 1977-78年　Paoletti Catane
- 1978-79年　Klippan Turin
- 1979-80年　Klippan Turin

- 1980-81年　Robe di Kappa Turin
- 1981-82年　サンタル・パルマ
- 1982-83年　サンタル・パルマ
- 1983-84年　Kappa Turin
- 1984-85年　Napier Bologne
- 1985-86年　パニーニ・モデナ
- 1986-87年　パニーニ・モデナ
- 1987-88年　パニーニ・モデナ
- 1988-89年　パニーニ・モデナ
- 1989-90年　マキシコーノ・パルマ
- 1990-91年　イル・メッサッジェーロ・ラヴェンナ
- 1991-92年　マキシコーノ・パルマ
- 1992-93年　マキシコーノ・パルマ
- 1993-94年　シスレー・トレヴィーゾ
- 1994-95年　デイトナ・モデナ
- 1995-96年　シスレー・トレヴィーゾ
- 1996-97年　デイトナ・モデナ
- 1997-98年　シスレー・トレヴィーゾ
- 1998-99年　シスレー・トレヴィーゾ
- 1999-00年　ピアッジョ・ローマ
- 2000-01年　シスレー・トレヴィーゾ
- 2001-02年　デイトナ・モデナ
- 2002-03年　シスレー・トレヴィーゾ
- 2003-04年　シスレー・トレヴィーゾ
- 2004-05年　シスレー・トレヴィーゾ
- 2005-06年　ルーベ・バンカ・マルケ・マチェラータ
- 2006-07年　シスレー・トレヴィーゾ
- 2007-08年　イタス・ディアテック・トレンティーノ
- 2008-09年　コプラ・ノルドメッカニカ・ピアチェンツァ
- 2009-10年　ブレ・バンカ・ランヌッティ・クーネオ
- 2010-11年　イタス・ディアテック・トレンティーノ
- 2011-12年　ルーベ・バンカ・マルケ・マチェラータ
- 2012-13年　イタス・ディアテック・トレンティーノ
- 2013-14年　ルーベ・バンカ・マルケ・マチェラータ
- 2014-15年　イタス・ディアテック・トレンティーノ

- 2015-16年　モデナ・バレー
- 2016-17年　ルーベ・バンカ・マルケ・マチェラータ
- 2017-18年　シル・サフェーティ・ペルージャ
- 2018-19年　ルーベ・バンカ・マルケ・マチェラータ
- 2019-20年　新型コロナウイルスの影響で中止
- 2020-21年　ルーベ・バンカ・マルケ・マチェラータ
- 2021-22年　ルーベ・バンカ・マルケ・マチェラータ
- 2022-23年　イタス・ディアテック・トレンティーノ
- 2023-24年　シル・サフェーティ・ペルージャ

### 女子A1
- 1946年　Amatori Bergamo
- 1947年　Amatori Bergamo
- 1948年　Invicta Trieste
- 1949年　Invicta Trieste
- 1950年　Lega Nazionale Trieste
- 1951年　Fari Brescia
- 1952年　Fari Brescia
- 1953年　Audax Modena
- 1954年　Minelli Modena
- 1955年　Minelli Modena
- 1956年　Audax Modena
- 1957年　Audax Modena
- 1958年　Audax Modena
- 1959年　Audax Modena
- 1960年　Casa Lampada Trieste
- 1961年　Casa Lampada Trieste
- 1962年　Casa Lampada Trieste
- 1962-63年　Muratori Vignola
- 1963-64年　UISP Sesto Fiorentino
- 1964-65年　Max Mara Reggio Emilia
- 1965-66年　Max Mara Reggio Emilia
- 1966-67年　Max Mara Reggio Emilia
- 1967-68年　Max Mara Reggio Emilia
- 1968-69年　Fini Modena
- 1969-70年　Fini Modena
- 1970-71年　Cus Parma
- 1971-72年　Fini Modena
- 1972-73年　Fini Modena
- 1973-74年　Valdagna Scandicci
- 1974-75年　Valdagna Scandicci
- 1975-76年　Valdagna Scandicci
- 1976-77年　Alzano Bergamo
- 1977-78年　Burro Giglio Reggio Emilia
- 1978-79年　2000 Uno Bari
- 1979-80年　Alidea Catania

- 1980-81年　Diana Docks Ravenne
- 1981-82年　Diana Docks Ravenne
- 1982-83年　Olimpia Teodora Ravenne
- 1983-84年　Olimpia Teodora Ravenne
- 1984-85年　Olimpia Teodora Ravenne
- 1985-86年　Olimpia Teodora Ravenne
- 1986-87年　Olimpia Teodora Ravenne
- 1987-88年　Olimpia Teodora Ravenne
- 1988-89年　Olimpia Teodora Ravenne
- 1989-90年　Olimpia Teodora Ravenne
- 1990-91年　Il Messagero Ravenne
- 1991-92年　Calia Salotti Matera
- 1992-93年　Latte Rugiada Matera
- 1993-94年　Latte Rugiada Matera
- 1994-95年　Latte Rugiada Matera
- 1995-96年　フォッパペドレッティ・ベルガモ
- 1996-97年　フォッパペドレッティ・ベルガモ
- 1997-98年　フォッパペドレッティ・ベルガモ
- 1998-99年　フォッパペドレッティ・ベルガモ
- 1999-00年　フォン・リミテッド・モデナ
- 2000-01年　開催せず
- 2001-02年　フォッパペドレッティ・ベルガモ
- 2002-03年　デスパー・ペルージャ
- 2003-04年　フォッパペドレッティ・ベルガモ
- 2004-05年　デスパー・ペルージャ
- 2005-06年　フォッパペドレッティ・ベルガモ
- 2006-07年　デスパー・ペルージャ
- 2007-08年　スカボリーニ・ペーザロ
- 2008-09年　スカボリーニ・ペーザロ
- 2009-10年　スカボリーニ・ペーザロ
- 2010-11年　フォッパペドレッティ・ベルガモ
- 2011-12年　Yamamay Busto Arsizio
- 2012-13年　Rebecchi Nordmeccanica Piacenza
- 2013-14年　Rebecchi Nordmeccanica Piacenza
- 2014-15年　VB Casalmaggiore
- 2015-16年　イモコ・バレー・コネリアーノ
- 2016-17年　AGILノヴァーラ
- 2017-18年　イモコ・バレー・コネリアーノ
- 2018-19年　イモコ・バレー・コネリアーノ
- 2019-20年　新型コロナウイルスの影響で中止
- 2020-21年　イモコ・バレー・コネリアーノ
- 2021-22年　イモコ・バレー・コネリアーノ
- 2022-23年　イモコ・バレー・コネリアーノ
- 2023-24年　イモコ・バレー・コネリアーノ